# Idiodes soprinataria
Idiodes soprinataria är en fjärilsart som beskrevs av Walker 1862. Idiodes soprinataria ingår i släktet Idiodes och familjen mätare. Inga underarter finns listade i Catalogue of Life.